# منطقه فلای جنوبی
منطقه فلای جنوبی یکی از منطقه های استان غربی (پاپوآ گینه نو) واقع در کشور پاپوآ گینه نو می باشد. مرکز این منطقه دارو است. این منطقه خود از ۴ فرمانداری محلی تشکیل می گردد که هر فرمانداری به منظور سهولت در امر آمارگیری خود به چند بخش تقسیم می شود. طبق سرشماری سال ۲۰۰۰ میلادی جمعیت این منطقه ۴۶٬۴۰۷ نفر بوده است.

## تقسیمات
این منطقه دارای ۴ فرمانداری محلی است که اسامی آن ها به شرح زیر است:
- فرمانداری محلی شهری دارو

- فرمانداری محلی روستایی کیوائی

- فرمانداری محلی روستایی مورهد

- فرمانداری محلی روستایی اوروئیمو-بیتوری